# Qualea hannekesaskiarum
Qualea hannekesaskiarum är en tvåhjärtbladig växtart som beskrevs av L. Marcano Berti. Qualea hannekesaskiarum ingår i släktet Qualea och familjen Vochysiaceae. Inga underarter finns listade i Catalogue of Life.